# (4037) Ikeya
(4037) Ikeya es un asteroide perteneciente al cinturón de asteroides descubierto por Takeshi Urata y Kenzuo Suzuki el 2 de marzo de 1987 desde Toyota, Japón.

## Designación y nombre
Ikeya recibió al principio la designación de 1987 EC.
Más tarde, en 1990, se nombró en honor al astrónomo aficionado japonés Kaoru Ikeya.

## Características orbitales
Ikeya orbita a una distancia media de 2,771 ua del Sol, pudiendo alejarse hasta 3,217 ua y acercarse hasta 2,324 ua. Tiene una excentricidad de 0,1612 y una inclinación orbital de 8,453 grados. Emplea 1685 días en completar una órbita alrededor del Sol.

## Características físicas
La magnitud absoluta de Ikeya es 12,6. Está asignado al tipo espectral Sq de la clasificación SMASSII.